# Anne-Caroline Graffe
Anne-Caroline Graffe, född den 12 februari 1986 i Papeete, är en fransk taekwondoutövare.
Hon tog OS-silver i tungviktsklassen i samband med de olympiska taekwondo-turneringarna 2012 i London.